# Hersteld Hervormde Kerk (Zuilichem)
De Hersteld Hervormde Kerk is een kerkgebouw te Zuilichem. De kerk is gelegen aan de Uilkerweg.

## Geschiedenis
Na de kerkenfusie verliet in 2004 een groot deel van de Hervormden de PKN. Aanvankelijk hadden zij geen kerkgebouw en kerkten in een verenigingsgebouw.
In 2010 werd een definitief kerkgebouw in gebruik genomen, ontworpen door Van Beijnum uit Amerongen. Het betreft een bakstenen gebouw onder zadeldak voorzien van een open dakruitertje op de voorgevel, dat voorzien is van een vrij hoge, vierzijdige, kopergroene spits. Naast de eigenlijke kerk staat een gebouw dat nevenruimtes bevat.